# Коробко Іван Якович
Іван Якович Коробко (25 квітня 1930 — грудень 2000, село Скоморохи Сокальського району Львівської області) — український радянський діяч, голова колгоспу імені Лопатіна Сокальського району Львівської області. Член ЦК КПУ в червні 1990 — серпні 1991 року.

## Біографія
Народився в селянській родині. Закінчив сільськогосподарський технікум.
Служив у Радянській армії.
Член КПРС з 1958 року.
З 1960-х по 1990-ті роки — голова колгоспу імені Лопатіна села Скоморохи Сокальського району Львівської області. Новатор сільськогосподарського виробництва.
Потім — на пенсії в селі Скоморохи Сокальського району Львівської області. Помер в грудні 2000 року.

## Родина
Дружина — Коробко Катерина Харитонівна.
Внуки — Коробко Галина Сергіївна, Коробко Іван Сергійович. Правнуки — Ващук Тетяна Василівна, Ващук Сергій Васильович, Ващук Діана Василівна, Коробко Анастасія Іванівна, Коробко Максим Іванович.

## Нагороди
- орден Леніна
- ордени
- медалі